# Karine Lagueux
Pour les articles homonymes, voir Lagueux.
Karine Lagueux est une comédienne et auteure-compositrice-interprète québécoise ayant fait partie de la promotion 2003 du Conservatoire d'art dramatique de Montréal.

## Biographie
Elle a joué dans la série télévisée Minuit, le soir de 2004 à 2006, dans laquelle elle tenait le rôle d'Anne-Julie, une barmaid, ainsi que dans Le Bleu du ciel en 2003-2004 (Charlotte King) et dans Vice caché en 2004. Au cinéma, on la voit dans le film de Francis Leclerc Mémoires affectives en 2004 (Sylvaine Tourneur) et dans le long-métrage de Philippe Gagnon Dans une galaxie près de chez vous 2 en 2007. Elle tient également un petit rôle dans les films En plein cœur de Stéphane Géhami et Funkytown de Daniel Roby.
En 2011, elle est de la distribution de 1,2,3... géant !, une émission jeunesse de Télé-Québec où elle incarne la fée Mosa. En 2015, elle tient un des rôles principaux de la télé-série policière Le Clan, tournée au Nouveau-Brunswick. Elle y incarne une femme soudainement confrontée au passé criminel de son mari.

## Filmographie

### Cinéma
- 2004 : Mémoires affectives de Francis Leclerc : Sylvaine Tourneur
- 2011 : Funkytown de Daniel Roby : coordonnatrice Disco Danse Party
- 2022 : Arsenault et Fils de Rafaël Ouellet : Sergente Savard

### Télévision
- 2002-2011 : Une grenade avec ça ? : Kelly-Anne Sergerie
- 2004-2005 : Le Bleu du ciel : Charlotte King
- 2004-2005 : Smash : Véro
- 2005-2007 : Minuit, le soir : Anne-Julie
- 2005-2006 : Vice caché : Policière
- 2009-2013 : Tactik : Lorette Quesnel
- 2011-2013 : 1,2,3... géant ! : Mosa
- 2012 : Apparences : Fernande
- 2012-2019 : Unité 9 : Béatrice Joly
- 2013-2017 : Mémoires vives : Sylvie Chartier
- 2015-2016 : Le Clan : Brigitte Bonin
- 2016 : Au secours de Béatrice : Daphnée Castonguay
- 2017 : District 31 : Mila Pronovost
- 2020-en cours : L'Effet secondaire : Marie
- 2022 : Aller simple : Myriam Ladouceur